# Alpalhão
Alpalhão é uma povoação portuguesa sede da Freguesia de Alpalhão do Município de Nisa, freguesia com 34,16 km² de área e 989 habitantes (censo de 2021), tendo, por isso, uma densidade populacional de 29 hab./km².
É uma pequena vila no Alto Alentejo conhecida pelos saborosos enchidos, pelas ricas tradições e pelo granito reconhecido à escala mundial.
Pertenceu à Ordem dos Templários, recebeu foral em 1512 e foi sede de concelho até 1853.

## História

### Primórdios incertos
A presença de vestígios megalíticos em Alpalhão (com especial destaque para a Anta de N. Sra. Da Redonda ou vale Joanino) prova a milenar história deste território onde a presença do Império Romano também teve o seu relevo, uma vez que, segundo algumas teorias, a atual vila de Alpalhão terá sido a antiga Fraginum ou Fraxinum, estação que integrava uma das principais estradas da Hispânica, nomeadamente a ligação entre Lisboa e Mérida.
Seguindo esta teoria (contrária à que defende a localização de Fraxinum em Gavião) há quem defenda que o foral de Fresno, Freyxeno ou Frexeno, datado de 1160, concedido por D. Afonso Henriques e mais tarde confirmado por D. Afonso III, terá sido o primeiro foral de Alpalhão, pela relação fonética entre Fresno e Fraxinum. Teoria que é corroborada pelo facto de um dos limites do termo de Fresno ser o Castelo de Ferron que estaria localizado onde está hoje a vila de Nisa.
É nesta povoação de Fresno que terá existido um mosteiro, segundo consta na doação da Herdade da Açafa realizada por D. Sancho I aos templários.
Como todos os mosteiros da Ordem do Templo, o monasterium Alpalantri seria uma espécie de quartel, estabelecido nesse lugar (então fronteiriço) como guarda avançada na defesa dos acessos ao rio Tejo e da famosa estrada romana que ligava Lisboa a Mérida.
A denominação do mosteiro ter-se-á sobreposto ao nome Fresno e o termo Alpalham acaba por surgir oficialmente pela primeira fez na concordata feita em 1295 entre o Bispo da Guarda e a Ordem do Templo e que define a vila como pertence dos templários e integrante da diocese da Guarda.
Alguns autores defendem que terá sido sobre esse mosteiro que D. Dinis mandara edificar o Castelo de Alpalhão.

### No tempo do castelo
Em 1300 o rei D. Dinis manda edificar um castelo em Alpalhão, inserindo a vila numa linha de defesa do Tejo juntamente com Castelo de Vide, Nisa e Montalvão.
Dezanove anos depois, a bula papal "Ad ea ex quibus" institui a Ordem de Cristo para a qual passam todos os bens da Ordem do Templo (extinta em 1312), entre os quais o Castelo de Alpalhão.
É Fernão da Silva, alcaide e comendador entre 1492 e 1511, quem manda fazer grandes reformas no castelo, nomeadamente uma nova cerca, precisamente na época em que Duarte d’Armas o regista no seu “Livro das Fortalezas”, em 1509, por ordem do rei D. Manuel I, monarca que concede novo foral a Alpalhão no dia 13 de outubro de 1512.

Dando continuidade à profunda reforma administrativa do pai, D. João III leva a cabo o primeiro numeramento do reino entre 1527 e 1532, do qual é possível saber que a vila de Alpalhão era, nessa época, constituída por 115 fogos, o que corresponderia a cerca de 517 habitantes.

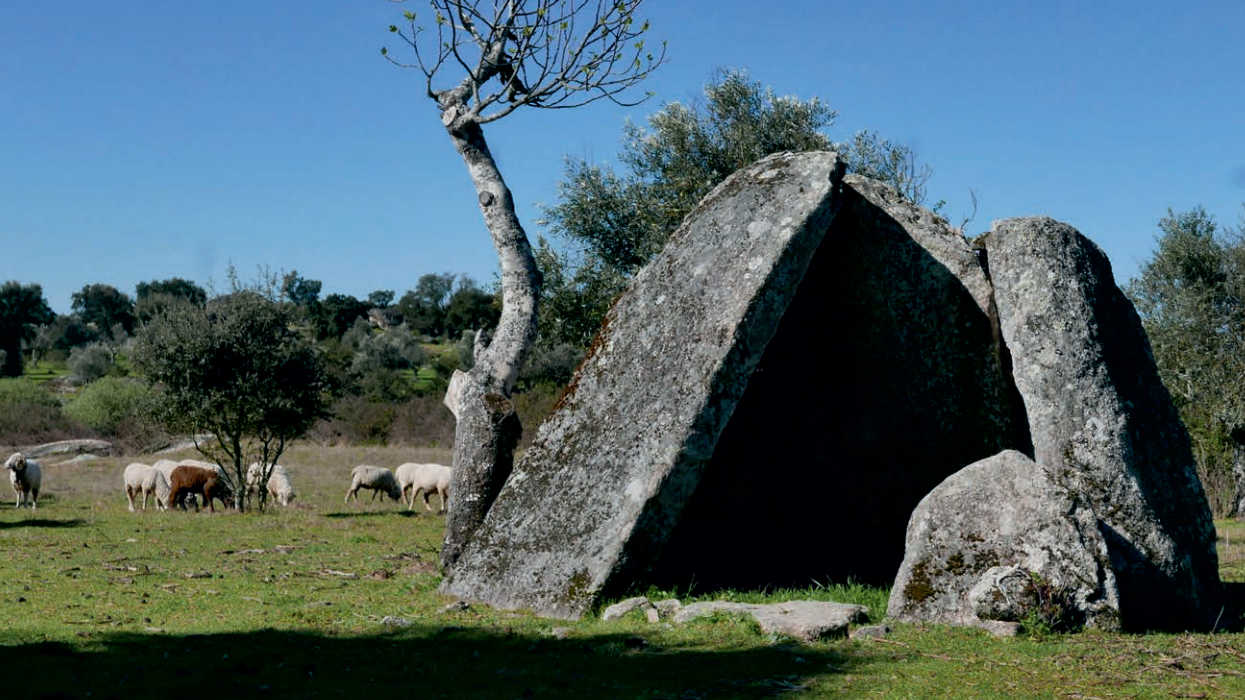
Anta de N. Sra. da Redonda

Do mesmo documento é extrair a seguinte informação sobre Alpalhão:
“tem hum castello, e dentro hum bom apousentamento. A jurdição hé d’el-Rey nosso Senhor, e as sysas e terças do concelho, e a mais renda hé do comendador da qual tem o bispo da Guarda o quinto dos dízimos e deste quinto tem o cabido o terço. Tem hua só freguesia e moradores, CXb.”
A 21 de agosto de 1549 a bula “Pro excellenti apostolicae sedis” cria a diocese de Portalegre para a qual são transferidas diversas povoações do distrito, nomeadamente Alpalhão, abandonando a diocese da Guarda da qual fizera parte de 1278.
Seguiram-se anos de domínio espanhol e no regresso da independência, quando a defesa fronteiriça era imperiosa, D. João IV manda guarnecer a vila de muralhas, obra que só se concluí no reinado do seu filho D. Afonso VI, em 1656.
Ainda assim, a fortificação durara menos de meio século, acabando por ser destruída em 1704, durante a Guerra da Sucessão Espanhola, quando o exército franco-espanol, comandado pelo Duque de Berwick e acompanhado por D. Filipe V de Espanha, passou por Alpalhão.
Meio século mais tarde, a 4 de abril de 1758, na resposta ao inquérito realizado a todas as paróquias do país, o pároco de Alpalhão dava conta do lastimável estado da fortificação:

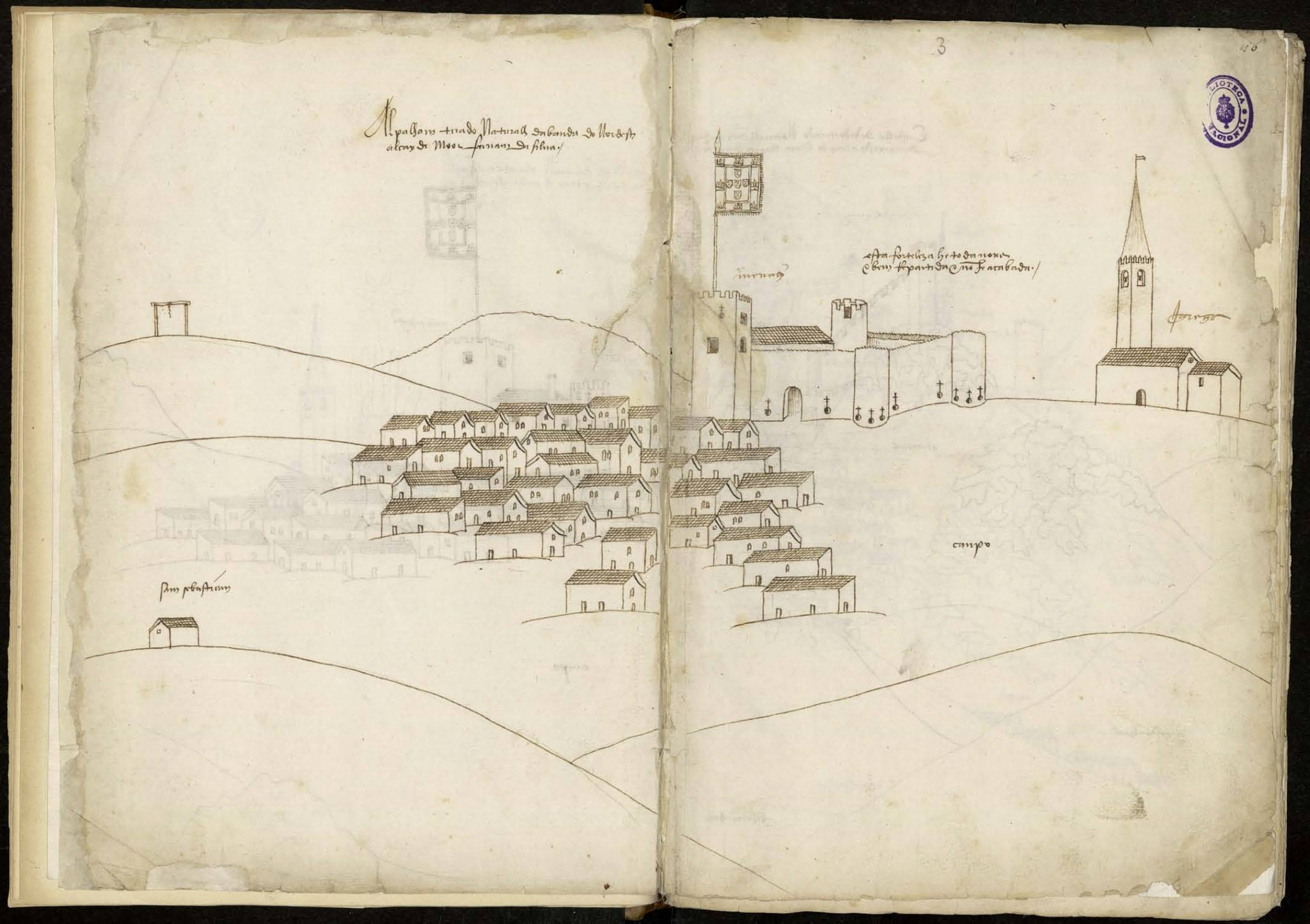
Castelo de Alpalhão

“Tem esta villa finalmente seu sinal de muralha que hé ao redor hua parede mais larga, arruinada e quazi posta no alicerce, e hum castello no meyo com hua das quatro faces arruinada pelos castelhanos em Mayo de mil e settecentos e quatro. Este pello terremoto foi só o que padeceo nesta villa perecer hua pequena parte lá do alto da mesma face offendida, que as outras três se conservam inteiras.”
O mesmo documento informa que a freguesia pertence ao rei, ainda que tenha algumas terras de comenda da Ordem de Cristo, sendo seu comendador o Duque de Lafões, e tem capitão-mor, dois capitães da ordenança, um de auxiliares e um sargento-mor. A vila situa-se num campo plano, mas com certa altura, de onde se avista Montalvão, Nisa, Castelo Branco, Vila Velha, Arias (Arês) e Castelo de Vide, e é composta por 420 fogos e 4300 pessoas.
O crescimento da vila acabou por ser a principal causa para o desaparecimento das ruínas do castelo que, ao que tudo indica, terão sido desmanteladas pelos próprios populares para aproveitamento das pedras e do espaço.

### Extinção do concelho

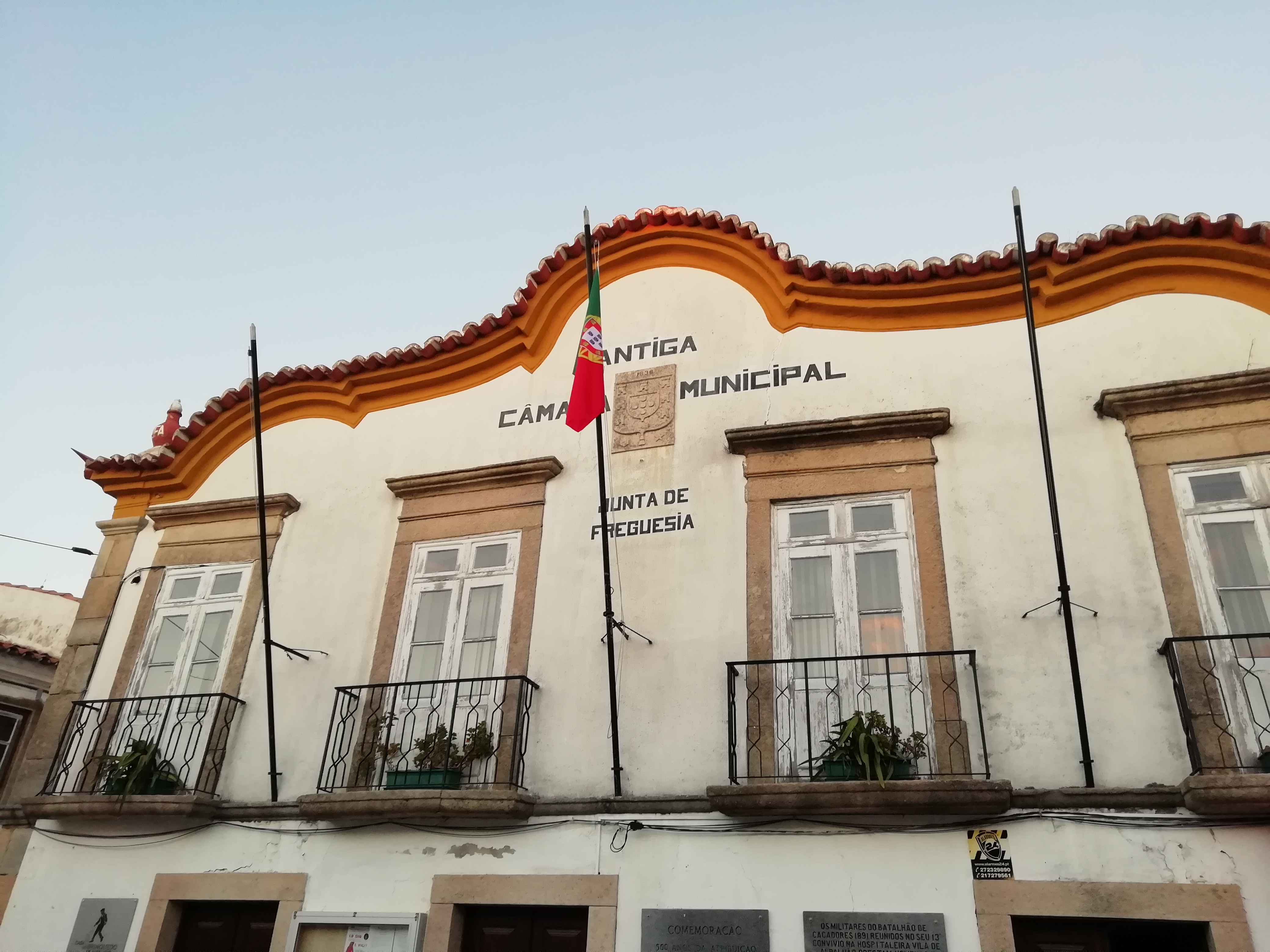
Antiga Câmara Municipal de Alpalhão

O constante crescimento de Alpalhão não fazia prever aquilo que havia de acontecer em meados do séc. XIX. Alpalhão fora desde sempre sede de concelho, estatuto averbado pelo foral de Fresno no séc. XII e pelo foral manuelino quatro séculos mais tarde. Nem a reforma administrativa levada a cabo por D. Maria II, a 6 de novembro de 1836, invertera a situação. Pelo contrário, anexara-lhe os extintos concelhos de Gáfete e Tolosa, passando o concelho de Alpalhão a ser composto por três freguesias em vez de uma só.
Contudo, a 3 de agosto de 1853, o concelho de Alpalhão é extinto por decreto real, sem que nada o fizesse prever, considerando que dezassete anos antes Alpalhão não fora incluído na grande reforma que suprimiu 466 dos 817 concelhos portugueses.

Acredita-se, portanto, que esta estranha extinção da Câmara Municipal de Alpalhão se deve “a mero capricho ou retaliação pessoal de políticos e não a sérios motivos de administração pública”, como refere o Dr. Joaquim Dia Loução no seu artigo “A Vila de Alpalhão - sua história e sua importância".

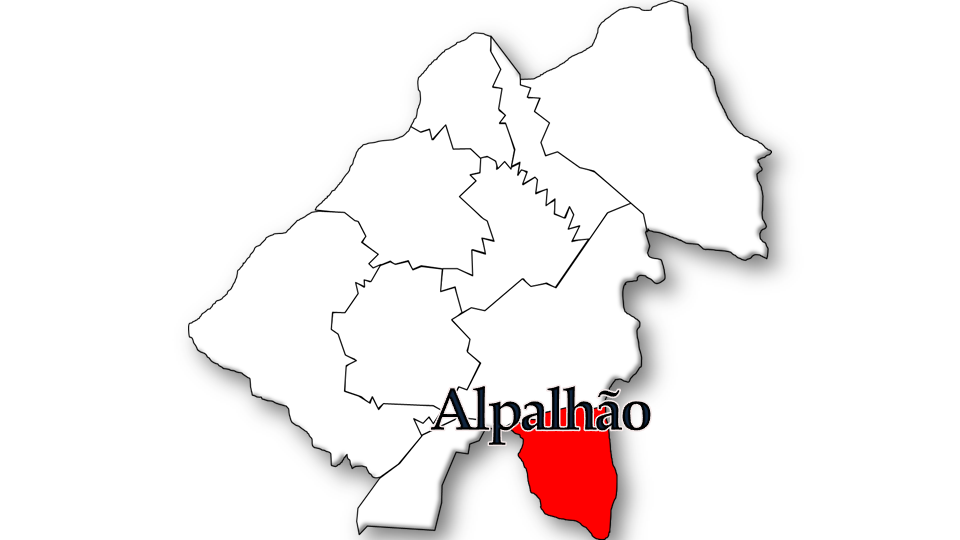
Localização no Concelho de Nisa

O autor relata o peculiar episódio que é tido como a principal razão para a dissolução do concelho de Alpalhão, mas para o qual não existe qualquer outra prova senão a ligação dos factos.
“Há muitos anos ouvimos a uma pessoa de nossa família que hoje, se viva fôsse, teria noventa e oito anos, e que, portanto, ao tempo da extinção do concelho contava já dezassete anos, relacionar tal extinção com certo facto ocorrido nesse tempo. Fôra o caso que, realizando-se em Alpalhão a procissão dos Passos, certo indivíduo fôra prêso pela autoridade local por ter atrevessado a referida procissão, parece que montado num cavalo. O homem, que devia ter influência política em Portalegre, fez logo o protesto de promover a extinção do concelho, e... conseguiu-o. A aproximação das datas em que os factos se passaram, corrobora esta tradição. Com efeito, do já referido relatório resulta que a extinção foi decretada em vista da consulta da Junta Geral do distrito de Portalegre, de 18 Março de 1853 e por informação e proposta do respectivo Governador Civil em Concelho de Distrito. Ora, a Páscoa dêsse ano caiu a 27 de Março, tendo-se portanto, realizado a referida procissão dos Passos em 13 do mesmo mês (quinto domingo da quaresma) e, portanto, poucos dias antes daquela Consulta da Junta Geral.”
Desfeito o concelho de Alpalhão, as freguesias de Nossa Senhora da Graça de Alpalhão e a de Nossa Senhora da Encarnação de Tolosa são incorporadas no concelho de Nisa e a freguesia de São João Baptista de Gáfete no concelho de Crato.
Em 1867 a freguesia de Alpalhão é anexada ao concelho de Castelo Vide, regressando ao concelho (atual município) de Nisa a 26 de setembro de 1895.

## Demografia
A população registada nos censos foi:
| Ano  | 0-14 Anos | 15-24 Anos | 25-64 Anos | > 65 Anos |
| 2001 | 164       | 160        | 679        | 514       |
| 2011 | 126       | 97         | 603        | 412       |
| 2021 | 84        | 87         | 475        | 343       |

## Património
- Cruzeiro de Alpalhão
- Castelo de Alpalhão
- Marcas de Cristianização
- Capela de Nossa Senhora da Redonda
- Capela do Calvário
- Capela de São Pedro
- Capela de São Sebastião
- Igreja de Nossa Senhora da Graça (Matriz)
- Igreja do Espírito Santo (Misericórdia)
- Torre do Relógio
- Fonte de Baixo
- Museu da Misericórdia
- Casa-Museu de Alpalhão
- Casa do Brinquedo
- Esculturas de Granito